# 4-O-甲基和厚朴酚
4-O-甲基和厚朴酚是一种有机化合物，化学式C19H20O2，属于一种木脂素，可看作是和厚朴酚的甲醚，存在于荷花玉兰（学名：Magnolia grandiflora）的树皮中。